# Оодарыш

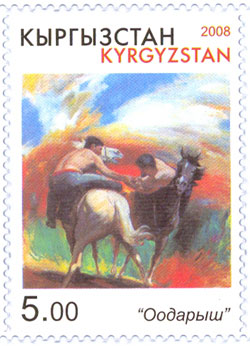
Марка посвящённая конной борьбе оодарыш

Оодарыш (кирг. оодарыш — переворачивание, опрокидывание) — конная игра, распространенная в Центральной Азии. Один из традиционных для кочевников видов спорта, требующий от всадников прочной посадки в седле, большой физической силы и ловкости в сочетании с умелым управлением конём.

## Правила игры
Игра проводится на ровной площадке в круге или на прямой дорожке площадью 40 м². Продолжительность игры — 15 минут. Если по истечении игрового времени ни одним из участников не будет достигнута победа, то после 3-минутного перерыва даётся 5 мин дополнительного игрового времени для выявления победителя. Победа по очкам присуждается за преимущества в схватке, за наименьшее количество замечаний, полученных во время схватки.
Каждый из участников, выступающих с оголённым торсом, маневрируя на своем коне и применяя различные захваты выше пояса, должен стащить своего противника с лошади. Победа также засчитывается, когда соперника удается перетянуть и уложить на круп своей лошади. Участники (в возрасте от 19 лет) разделяются по весовым категориям.
Игрокам запрещается: наносить удары противнику и его лошади, захватывать противника за голову, волосы или за сбрую лошади, выкручивать руки противнику, набрасывать повод лошади на противника.